# 可再生燃料
可再生燃料是由可再生资源生产的燃料。例子包括：生物燃料（例如燃料植物油、乙醇、来自清洁能源和二氧化碳或生物质的甲醇和生物柴油）和氢燃料（当采用可再生工艺生产时）。这与天然气、液化石油气（丙烷）、石油和其他化石燃料以及核能等不可再生燃料形成鲜明对比。可再生燃料可以包括由可再生能源合成的燃料，例如风能和太阳能。可再生燃料因其可持续性、对碳循环的贡献低而受到欢迎。这些燃料的地缘政治影响也令人感兴趣，特别是对于希望独立于中东石油的工业化经济体。

## 可再生燃料的基本原理
国际能源署的《 2006 年世界能源展望》得出结论，石油需求的增长如果不加以控制，将加剧消费国对严重供应中断和由此产生的价格冲击的脆弱性。用于运输的可再生生物燃料是石油产品多样化的关键来源。来自温带地区的谷物和甜菜的生物燃料可以发挥作用，但它们相对昂贵，而且它们的能源效率和 CO2减排效益各不相同。来自甘蔗和其他高产热带作物的生物燃料更具竞争力和效益。但所有第一代生物燃料最终都会与粮食生产争夺土地、水和其他资源。需要更加努力地开发和商业化第二代生物燃料技术，例如生物精炼技术和纤维素乙醇，以实现从非食用植物材料灵活生产生物燃料和其他产品。 
Hubbert 的石油峰值理论表明，石油是一种正在迅速枯竭的有限资源。全球剩余石油总储量约1,277,702,000,000桶（203.1384立方）   （约为原始原始储量的二分之一），全球使用率为25,000,000,000桶（4.0立方）  每年，预计只有大约 50 年的石油价值会以目前的消耗速度保持不变。石油对于以下行业是必不可少的：燃料（家庭取暖、喷气燃料、汽油、柴油等）运输、农业、制药、塑料/树脂、人造纤维、合成橡胶和炸药。如果现代世界仍然依赖石油作为能源，原油价格可能会显着上涨，从而破坏全球经济的稳定。因此，可再生燃料的发展助力包括：高油价、贸易不平衡、世界石油出口地区的不稳定、2005 年能源政策法案、美国农民和工业获得意外利润的潜力、避免经济萧条、避免稀缺由于预计最早于 2021 年开始出现波动的“哈伯特顶点”情景，  （尽管石油峰值并不是一个新想法）以及全球变暖的放缓可能会导致前所未有的气候变化，从而导致产品数量减少。
此外，人为温室气体排放正在导致气候变化的结论，以及区域地缘政治的不稳定，已经对各国采取行动开发替代能源和碳中和能源提出了挑战。因此，可再生燃料对许多政府越来越有吸引力，他们开始将可持续能源独立视为一项宝贵资产。
根据国际能源署 (IEA) 的说法，纤维素乙醇的商业化可以让乙醇燃料在未来发挥比以前想象的更大的作用。 纤维素乙醇可以由植物物质制成，主要由不可食用的纤维素纤维组成，这些纤维素纤维形成大多数植物的茎和枝。专用能源作物，如柳枝稷，也是可在美国许多地区生产的有前途的纤维素来源。 

## 生物燃料

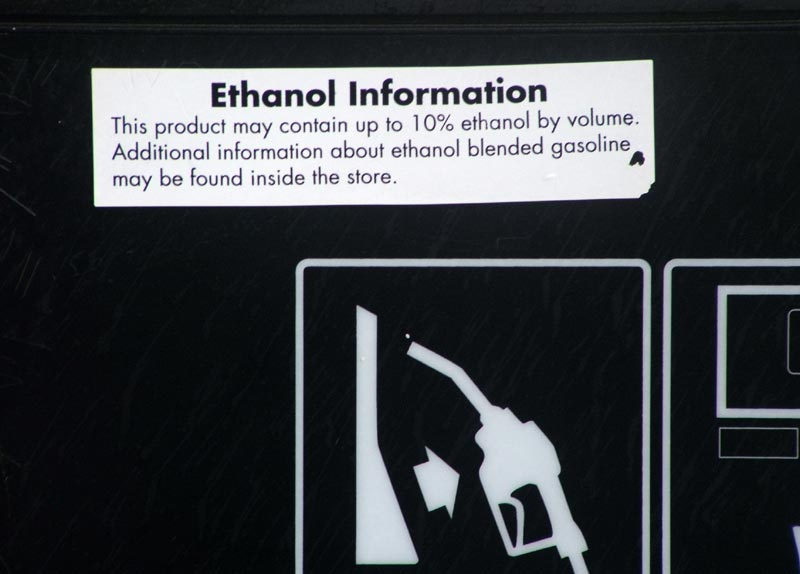
关于乙醇燃料混合泵的信息 10%，加利福尼亚

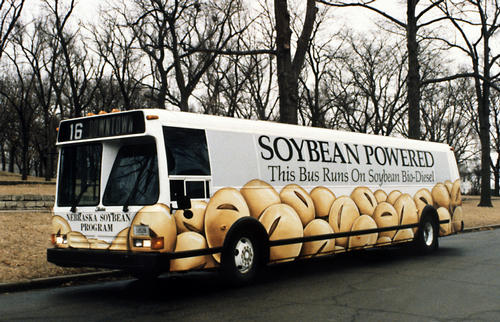
以生物柴油为燃料的公共汽车

生物燃料是一种燃料，其能量来源于生物碳固定。生物燃料包括来自生物质转化的燃料，以及固体生物质、液体燃料和各种沼气。 尽管化石燃料起源于古老的碳固定，但根据普遍接受的定义，它们不被视为生物燃料，因为它们所含的碳已经“脱离”了碳循环很长时间了。在油价飙升、提高能源安全的需要、对化石燃料温室气体排放的担忧以及政府补贴的支持等因素的推动下，生物燃料越来越受到公众和科学界的关注。
生物乙醇是一种通过发酵制成的酒精，主要来自糖类或淀粉作物（如玉米或甘蔗）中产生的碳水化合物。源自树木和草等非食物来源的纤维素生物质也被开发作为乙醇生产的原料。乙醇可以以其纯净形式用作车辆燃料，但通常用作汽油添加剂以增加辛烷值并改善车辆排放。生物乙醇在美国和巴西广泛使用。当前的工厂设计不提供通过发酵将植物原材料的木质素部分转化为燃料成分。
生物柴油由植物油和动物脂肪制成。生物柴油可以以其纯净形式用作车辆的燃料，但通常用作柴油添加剂以降低柴油动力车辆的颗粒物、一氧化碳和碳氢化合物的含量。生物柴油是通过酯交换由油或脂肪生产的，是欧洲最常见的生物燃料。
2010 年全球生物燃料产量达到 1050 亿升（280 亿加仑美国），比 2009 年增长 17%，生物燃料提供了 2.7% 的世界道路运输燃料，主要包括乙醇和生物柴油。  2010年全球乙醇燃料产量达到860亿升（230亿加仑），美国和巴西是世界最大的生产国，合计占全球产量的90%。世界上最大的生物柴油生产国是欧盟，占 2010 年所有生物柴油产量的 53%。 截至 2011 年，在 31 个国家的国家层面和 29 个州/省存在混合生物燃料的授权。 据国际能源署称，到 2050 年，生物燃料有可能满足世界四分之一以上的交通燃料需求。 
热解油是衍生自生物质的木质纤维素部分的另一种燃料。通过在没有氧气的情况下快速加热生物质（热解），可以形成液体原油，可以进一步加工成可用的生物油。与其他生物燃料不同，热解油使用生物质的不可食用部分，并且可以在毫秒级发生，并且不需要大型发酵反应器。 

## 氢燃料

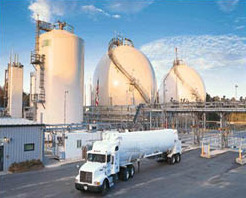
氢燃料需要开发用于加工、运输和储存的特定基础设施。

氢燃料是指使用氢气（H2）作为能量载体。从广义上讲，可再生氢燃料的生产方式可分为两大类：生物衍生生产和化学生产。 这是当前研究的一个领域，在迅速发展过程中。
自 1970 年代以来，氢燃料的生物生产就是一个重要的研究主题。氢气可以从农业和森林残余物、消费废物和其他特定农作物等生物质来源生产。 具体而言，氢燃料通过称为气化的过程生产，其中生物质被加工成可燃气体然后燃烧，或通过热解，可产生适用于燃料电池应用的氢气的相关过程。一个持续的研究主题是在这两个过程中产生不需要的副产品。其他污染气体的存在通常取决于生物质源的特定组成，这可能难以控制。 另一个生物生产氢燃料的来源是藻类。在 1990 年代后期，人们发现如果藻类被脱硫，它们会像正常的光合作用一样从产生氧气转向产生氢气。 实验性藻类农场正试图使藻类成为经济上可行的能源。 

还有几种产生氢气的物理化学方法。大多数这些方法都需要电解水。当这个过程从风力涡轮机或光伏电池等可再生能源中获取电力时，生产几乎不需要消耗不可再生资源。当由风能或太阳能等可再生能源生产时，氢燃料是一种被称为绿氢的可再生燃料 。

## 加工工程燃料
PEF 是水泥窑中化石燃料的部分替代品。它具有显着的热值，可在高燃烧设施中用作煤和天然气的燃料替代品。 PEF 设施通常将垃圾从垃圾填埋场转移，从而减少对不可再生煤的需求并减少垃圾填埋场。